# چشمه آبگرم ده‌شیخ
چشمه آبگرم ده‌شیخ یکی از نقاط دیدنی استان هرمزگان در جنوب ایران است.
این چشمه در مسیر جاده حاجی‌آباد به سمت دولت‌آباد و در جنوب شرقی روستای ده شیخ در دامنه کوهی قرار دارد. مظهر چشمه در شرق حاجی‌آباد است. آب آن از شکاف سنگ‌های آهکی بیرون می‌آید و عامل تشکیل آن تکتونیک صفحه‌ای است. آب چشمه ده شیخ در ردیف آب‌های گوگردی به آنیون‌ها و کاتیون‌های گرم است.